# Раша (Хрватска)
Раша (итал. Arsia, чакав. Аршија) је градић и општина у Хрватској, у Истарској жупанији.

## Географија
Раша се налази у југоисточном делу Истре, 4,5 km југозападно од Лабина, на надморској висини од 10 m. Општина захвата територију од 80 km².

## Историја
Раша је најмлађи град у Хрватској. Почео се градити 1936. године и добио је име по оближњој реци Раши. Први становници Раше били су рудари из Сардиније, Сицилије, Пуље, Фурланије, Словеније, Аустрије, Мађарске и Чешке.

## Демографија
На попису становништва 2011. године, општина Раша је имала 3.183 становника, од чега у самој Раши 1.440.
Према попису из 2001. године општина Раша има 3.535 становника.

## Попис1991.
На попису становништва 1991. године, насељено место Раша је имало 1.970 становника, следећег националног састава:
| Попис 1991.‍   | Попис 1991.‍  | Попис 1991.‍ | Попис 1991.‍ | Попис 1991.‍ |
| ------------- | ------------ | ----------- | ----------- | ----------- |
|               |              |             |             |             |
| Хрвати        | Хрвати       |             | 701         | 35,58%      |
| Муслимани     | Муслимани    |             | 316         | 16,04%      |
| Југословени   | Југословени  |             | 79          | 4,01%       |
| Италијани     | Италијани    |             | 54          | 2,74%       |
| Срби          | Срби         |             | 37          | 1,87%       |
| Словенци      | Словенци     |             | 36          | 1,82%       |
| Албанци       | Албанци      |             | 12          | 0,60%       |
| Црногорци     | Црногорци    |             | 3           | 0,15%       |
| Руси          | Руси         |             | 1           | 0,05%       |
| остали        | остали       |             | 1           | 0,05%       |
| неопредељени  | неопредељени |             | 57          | 2,89%       |
| регион. опр.  | регион. опр. |             | 610         | 30,96%      |
| непознато     | непознато    |             | 63          | 3,19%       |
| укупно: 1.970 |              |             |             |             |